# Amata teinopera
Amata teinopera  là một loài bướm đêm thuộc phân họ Arctiinae, họ Erebidae.